# Gabriel Tallent
Gabriel Tallent (Santa Fe, 1987 –) amerikai író.

## Életrajza
Gabriel Tallent 1987-ben született Santa Fében, Új-Mexikóban. A kaliforniai Mendocinóban nőtt fel. Két nő nevelte, biológiai édesanyja, az esszéíró Elizabeth Tallent és élettársa, a régiségkereskedő, Gloria Rogers.
2010-ben a Willamette Egyetemen szerzett 18. századi irodalomból főiskolai diplomát. Két évig a Northwest Youth Corps csapatvezetőjeként dolgozott.
Gabriel Tallent több novellát publikált több magazin számára, köztük a Narrative és a St. Petersburg Review számára. Első regénye, a My Absolute Darling 2017 augusztusában jelent meg az Egyesült Államokban, nyolc évig tartó írási folyamat után. A regényt azonnal dicsérték a kritikusok, és az Egyesült Államokban és Franciaországban az egyik legkelendőbbnek számított. 2018-ban a Madame Figaro hősnő fődíját nyerte el külföldi regény kategóriában.
Jelenleg a Utah állambeli Salt Lake Cityben él feleségével.

## Könyvei
- My Absolute Darling – Riverhead Books(wd), 2017.
- Drága kis szívem – XXI. Század, Budapest, 2019 · ISBN 9786155759529 · Fordította: Békési József

## Fordítás
- Ez a szócikk részben vagy egészben  a   Gabriel Tallent című francia Wikipédia-szócikk fordításán alapul.  Az eredeti cikk szerkesztőit annak laptörténete sorolja fel. Ez a jelzés csupán a megfogalmazás eredetét és a szerzői jogokat jelzi, nem szolgál a cikkben szereplő információk forrásmegjelöléseként.